# Altamir de Moura
Altamir de Moura (* 16. November 1903 in Rio de Janeiro; † 1988) war ein brasilianischer Diplomat.

## Leben
Altamir de Moura heiratete Eizà Gurgel de Moura ihre Tochter ist Beatriz de Moura Gurgel (* 1939 in Rio de Janeiro). 1930 schloss er ein Bachelor-Studium der Rechtswissenschaft und der Sozialwissenschaft an der Universidade Federal do Rio de Janeiro ab.
Wenige Jahre später trat er in den diplomatischen Dienst und wurde vom 6. April bis zum 14. Juli 1934 als Geschäftsträger in La Paz und vom 20. November 1940 bis zum 2. Juli 1941 in Quito eingesetzt. Am 13. Dezember 1952 wurde er in den Malteserorden aufgenommen.
Von 1954 bis 1956 leitete er das Departamento Politico Cultural und war mit dem Grenzverlauf bei Roboré befasst.
1958 war er Generalkonsul in Barcelona und wurde zum Botschafter in Santo Domingo ernannt. Anschließend wurde er vom 28. Januar 1965 bis zum 14. November 1968 als Botschafter in Damaskus und vom 21. Mai 1968 bis zum 5. September 1972 in Bagdad eingesetzt.
| Vorgänger                        | Amt                                                                         | Nachfolger                       |
| -------------------------------- | --------------------------------------------------------------------------- | -------------------------------- |
| Samuel de Souza Leão Gracie      | brasilianischer Geschäftsträger in La Paz 6. April bis 14. Juli 1934        | Mário de Pimentel Brandão        |
| Acyr do Nascimento Paes          | brasilianischer Geschäftsträger in Quito 20. November 1940 bis 2. Juli 1941 | Caio de Melo Franco              |
| Murillo de Miranda Bastos Júnior | Botschafter in Damaskus 28. Januar 1965 bis 14. November 1968               | Maurício Carneiro Magnavita      |
| —                                | brasilianischer Botschafter in Bagdad 21. Mai 1968 bis 5. September 1972    | Roberto Luiz Assumpção de Araújo |